# Piątek, trzynastego IV: Ostatni rozdział
Piątek, trzynastego IV: Ostatni rozdział (ang. Friday the 13th: The Final Chapter) – amerykański filmowy horror (slasher) z 1984 roku, wyreżyserowany przez Josepha Zito.
Wyprodukowany za niespełna dwa miliony dolarów film, który w zamyśle twórców miał zakończyć serię Piątek, trzynastego, przyniósł jednak spory dochód, zwracając koszty produkcji ponad pięciokrotnie i to w pierwszy weekend wyświetlania go w kinach. Godny pogratulowania sukces horroru twórcy Zabójcy Rosemary (1981) przyczynił się do kontynuacji sagi.

## Fabuła
W Higgins Haven zjawiają się ratownicy medyczni i policja. Jason Voorhees (Ted White) zostaje przewieziony do kostnicy szpitala okręgowego w Wessex County, gdzie odzyskuje przytomność i pozbawia życia doktora Axela (Bruce Mahler) i młodą pielęgniarkę (Lisa Freeman). Następnie rusza w kierunku Crystal Lake, by kontynuować swoje krwawe zbrodnie.
Grupa nastolatków – Paul (Clyde Hayes), Samantha (Judie Aronson), Sara (Barbara Howard), Doug (Peter Barton), Ted (Lawrence Monoson) i Jimmy (Crispin Glover) – wynajmuje domek letniskowy nad jeziorem Crystal Lake. Po drodze do celu, przyjaciele mijają cmentarz, na którym pochowano Pamelę Voorhees, oraz młodą autostopowiczkę, która staje się kolejną ofiarą Jasona. W sąsiedztwie wynajmowanej posesji, opodal lasu, mieszka rodzina Jarvisów – matka (Joan Freeman), nastoletnia córka Trish (Kimberly Beck) i dwunastoletni syn Tommy (Corey Feldman), fan horrorów. Następnego dnia grupa poznaje bliźniaczki Tinę (Camilla More) i Terri (Carey More), które mieszkają w okolicach Crystal Lake. Wszyscy razem wybierają się nad pobliskie jezioro Crystal Point. Nad Crystal Point zjawia się również Trish, która zostaje zaproszona na odbywającą się wieczorem imprezę. W drodze do domu Trish psuje się samochód, a pomocy udziela jej Rob Dier (Erich Anderson), który w okolicach znajduje się, by wziąć odwet na psychopatycznym Jasonie, mordercy swojej siostry Sandry (zabitej w części drugiej cyklu). Po powrocie do domu, Trish dostrzega, że jej matka zniknęła.
Wieczorem Jason zaczyna mordować nastoletnich imprezowiczów. Trish i Rob, wraz z psem Gordonem, wybierają się do sąsiedniego domu, by sprawdzić, co się w nim dzieje. W tym czasie Tommy zostaje pozostawiony sam w domu i odnajduje w plecaku Roba artykuł o „zmartwychwstaniu” Jasona Voorheesa. Rob zostaje zamordowany przez Jasona, a Trish, w obawie o brata, wraca do domu. Tommy goli głowę na łyso, by upodobnić się do Jasona z dzieciństwa. Gdy Jason atakuje Trish, ten go powstrzymuje swoim szokującym wyglądem. Trish obezwładnia Jasona, a Tommy zabija go jego własną maczetą.
Film wieńczy scena w szpitalu, do którego trafiają cudem ocaleni bohaterowie.

## Bohaterowie
- Patricia „Trish” Jarvis – główna żeńska bohaterka filmu, filmowa „final girl”. Postać silna i charakterna. Wraz z matką, bratem oraz psem zamieszkuje rejony Crystal Lake, jej dom znajduje się nieopodal feralnego jeziora Crystal. Trish jest opiekuńczą siostrą, jednak – jak na nastoletnią dziewczynę – zdaje się nie posiadać wielu przyjaciół (powodem może być życie z dala od rówieśników), dlatego też jest zadowolona, gdy nawiązuje znajomość z Robem Dierem, który podróżuje po lasach w jej okolicy. Wspólnie z bratem Tommym bohaterka pokonuje Jasona Voorheesa, choć wcześniej niemalże ginie z jego rąk. Trafia do szpitala w stanie silnego szoku.

- Thomas „Tommy” Jarvis – protagonista dziecięcy, brat Trish. Ma jedynie dwanaście lat, co czyni z niego najmłodszego głównego bohatera jakiegokolwiek filmu z serii Piątek, trzynastego. Wychowywany jedynie przez matkę, jest dość nietypowym chłopcem. Fascynuje się tworzeniem masek rodem z horrorów. Z oddaniem grywa także w gry komputerowe oraz oddaje się życiu rodzinnemu. Nieoczekiwanie, staje się pierwszą osobą, której udaje się definitywnie uśmiercić psychopatycznego Jasona Voorheesa, czego dokonuje zresztą w akcie obrony siostry. Starcie z tymże odbija się jednak na jego psychice, a wątek problemów emocjonalnych Tommy’ego staje się tematem dwóch następnych filmów z serii.

- Jason Voorhees – etatowy antagonista serii Piątek, trzynastego. W tym filmie okazuje się, że przeżył zdarzenia z poprzedniej części, po czym morduje pracowników szpitala, do którego trafia. Rusza nad jezioro Crystal, by siać spustoszenie.

- Rob Dier – męski bohater pierwszoplanowy, który ginie, zamordowany przez Jasona Voorheesa w jednej z finalnych scen filmu. Nie zamieszkuje Crystal Lake. W nadjeziorne tereny przybywa, aby odnaleźć mordercę swojej siostry Sandry (bohaterki Piątku, trzynastego II), którym jest właśnie Jason, prawdopodobnie planując wymierzyć mu odpowiednią karę (śmierć) na własną rękę. Zapytany przez Trish Jarvis, co robi nad jeziorem Crystal, początkowo odpowiada, że poluje na niedźwiedzie, wkrótce jednak deklaruje się jako żądny pomsty krewny zamordowanej Sandry.

- Pani Jarvis – nieznana z imienia bohaterka drugoplanowa, matka Trish i Tommy’ego, jedna ze śmiertelnych ofiar Jasona Voorheesa. Jest to żyjąca w separacji kobieta w średnim wieku. Jest to bardzo troskliwa rodzicielka.
- Sara – postać drugoplanowa. Wraz z pięciorgiem przyjaciół przybywa nad jezioro Crystal na imprezę organizowaną w domku letniskowym (umiejscowionym w bezpośrednim sąsiedztwie posiadłości Jarvisów). Jest cnotliwą i stonowaną nastolatką, która niespodziewanie zakochuje się w jednym z towarzyszy podróży. Pada ofiarą Jasona Voorheesa jako ostatnia z grona przyjaciół-imprezowiczów.
- Ted – jeden z sześciorga nastolatków, którzy zjawiają się w domku nad jeziorem Crystal. Nieudolny flirciarz, przyjaciel Jimmy’ego Mortimera, często jednak skłonny mu dokuczać. Dziesiąta filmowa ofiara Jasona.
- Jimmy „Jimbo” Mortimer – przyjaciel Teda, który początkowo nie może dojść do siebie po rozstaniu z dziewczyną. Jego troski rozwiewa pojawienie się na imprezie w domku letniskowym sióstr Tiny i Terri; z pierwszą z nich ma go połączyć namiętny seks. Bezpośrednio po stosunku Jimmy zostaje jednak zabity przez Jasona Voorheesa.
- Samantha „Sam” − jedno z sześciorga nastoletnich bohaterów drugoplanowych, którzy pojawiają się na weekend nad Crystal Lake. Przyjaźni się z Sarą, choć – w przeciwieństwie do niej – jest doświadczona seksualnie; otwarcie przyznaje, że wcześnie pozbyła się dziewictwa. Poirytowana faktem, że jej chłopak Paul poświęca swój czas innej dziewczynie, opuszcza imprezę, niemal natychmiast padając ofiarą Jasona.
- Tina i Terri – siostry-bliźniaczki zamieszkałe w okolicach jeziora Crystal. Zaproszone na imprezę w sąsiedztwie Jarvisów, pojawiają się na niej i doprowadzają do konfliktów między poszczególnymi bohaterami. Tina odbywa stosunek płciowy z Jimmym i decyduje się spędzić z nim noc; wtedy Terri postanawia wrócić do domu i zostaje zamordowana przez Jasona Voorheesa. Tina ostatecznie także ginie z jego rąk, wyrzucona przez okno z pierwszego piętra.
- Paul – chłopak Samanthy. Podczas imprezy zdaje się aż nadto interesować jedną z sióstr-bliźniaczek, czym złości Sam i powoduje, że ta opuszcza domek letniskowy. Wybrawszy się na jej poszukiwania, staje się ofiarą Jasona.
- Doug – chłopak Sary, pierwszy w jej życiu kochanek. Jedenasta z kolei ofiara Jasona Voorheesa w tym filmie.
- Lekarz Axel i pielęgniarka Morgan – postacie epizodyczne, funkcjonariusze szpitala okręgowego w hrabstwie Wessex, wzajemnie sobą zainteresowani. Pierwsze filmowe ofiary Jasona Voorheesa (którego ciało trafia do kostnicy w miejscu ich pracy).

## Obsada

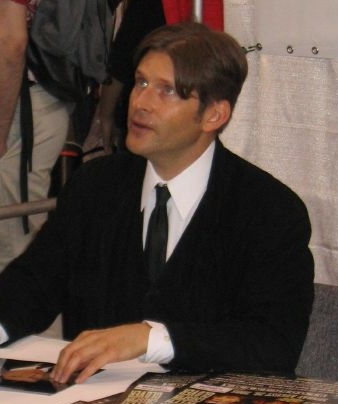
Dziwaczny taniec, który wykonuje bohater grany przez Crispina Glovera (na zdj.) w jednej ze scen, w istocie został całkowicie zaimprowizowany przez aktora.

| Rola                               | Aktor             |
| ---------------------------------- | ----------------- |
| Trish Jarvis                       | Kimberly Beck     |
| Rob Dier                           | E. Erich Anderson |
| Tommy Jarvis                       | Corey Feldman     |
| Sara                               | Barbara Howard    |
| Doug                               | Peter Barton      |
| Ted                                | Lawrence Monoson  |
| pani Jarvis                        | Joan Freeman      |
| Jimmy „Jimbo” Mortimer             | Crispin Glover    |
| Paul                               | Clyde Hayes       |
| Samantha                           | Judie Aronson     |
| Tina                               | Camilla More      |
| Terri                              | Carey More        |
| Axel                               | Bruce Mahler      |
| pielęgniarka Morgan                | Lisa Freeman      |
| autostopowiczka                    | Bonnie Hellman    |
| oficer Jamison                     | Wayne Grace       |
| prezenter wiadomości telewizyjnych | John Walsh        |
| Jason Voorhees                     | Ted White         |

## Box Office
| Świat | US$ 32,980,880 |

## Opinie
Albert Nowicki (His Name Is Death) pisał: „Już od początkowych minut charakteryzuje się niepokojącą, nerwową atmosferą, posiada mroczniejszy ton niż jego prequel. Joseph Zito daje sobie czas na rozkręcenie akcji, przez co jego film może ujść za leniwy. Choć mniej dynamiczny, Ostatni rozdział jest jednak od trzeciej odsłony serii bardziej intrygujący: sztampowych małolatów wymieniono na postaci zaskakujące, a fabułę okraszono tajemnicą.”.